# 7027 Toshihanda
7027 Toshihanda este o planetă minoră (asteroid), cu un diametru de 23,833 km, din centura de asteroizi. A fost descoperită pe 11 decembrie 1993 la Observatorul Ōizumi de Takao Kobayashi și a fost numită după Toshihiro Handa⁠(d). 
Obiectul prezintă o orbită caracterizată de o semiaxă mare de 3,9649912 UAi, o excentricitate de 0,2, o înclinație de 12,38128 ° în raport cu ecliptica.